# Batocera chevrolatii
Batocera chevrolatii là một loài bọ cánh cứng trong họ Cerambycidae.